# Doron de Bozel
De Doron de Bozel is een waterloop in de Franse Alpen, meer bepaald in het departement Savoie. Ze ontspringt aan de Massegletsjer in het nationaal park Vanoise, ten noordoosten van de Aiguille de Péclet en Aiguille de Polset. Ze stroomt noordwaarts tot bij Champagny en Bozel. Vandaaruit stroomt ze westwaarts naar Moûtiers. In Moûtiers mondt ze uit in de Isère in het stroomgebied van de Rhône. Zijrivieren van de Doron de Bozel zijn onder andere de Doron de Champagny, de Doron des Allues en de Doron de Belleville. In zijn bovenloop wordt de rivier achtereenvolgens Doron de Valpremont, Doron de Chavière en Doron de Pralognan genoemd.